# Vivi Rau
Vivi Rau (1951. december 7. –) dán színésznő, a 70-es évek „vígpornó” filmjeinek révén vált ismertté Skandináviában.
Vivi Rau 1975-ben vette át a Sengekant (ágyszél) -filmek női főszerepét, amikor Birte Tove öt film után befejezte a részvételt. Ezt a filmet, a  "Der må være en sengekant"-ot a sajtó egy része viszonylag jól fogadta.
Rau érzékibb alkat, mint Birte Tove, ugyanakkor sokkal inkább képes azt a benyomást kelti, mintha a szomszédunk bájos, rendes lányát látnánk ruha nélkül. A legszembeötlőbb adottsága, hogy természetesen tud meztelenül fellépni.
A Sengekant-filmek indulása előtt a szókimondóbb  Stjernetegn (csillagjegy) filmek hard core-jelenteiben is közreműködött.
1976-ban elhatározta, hogy szeretne „ruhában is föllépni.” Sikerült is a „Kassen stemmer" vígjáték egyik szerepét megkapnia, ahol az elrabolt banktisztviselők egyikét játssza.
Ezután a korábbi meztelen modell a ruhaiparban indított saját vállalkozást.

## Filmek
- I jomfruens tegn (1973)
- I tyrens tegn (1974)
- Champagnegalopp (svéd-amerikai, 1975)
- Der må være en sengekant (1975)
- Kassen stemmer (1976)
- Hopla på sengekanten (1976)
- Forrás